# Habbelrath
Habbelrath ist ein westlicher Stadtteil von Frechen im Rhein-Erft-Kreis. Hier leben gut 3500 Einwohner.

## Geschichte

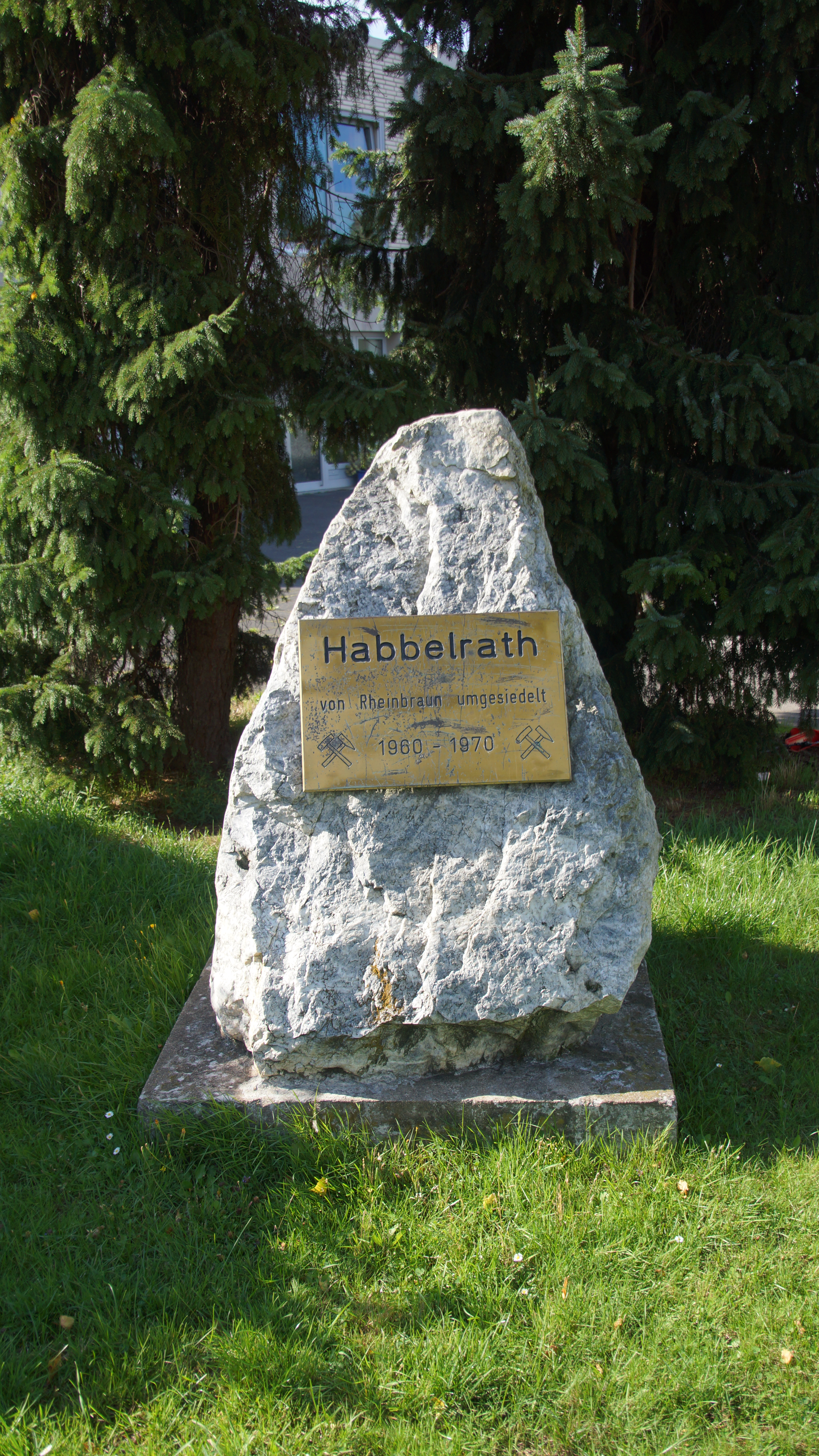
Gedenkstein für die Umsiedlung Habbelraths 1960–1970

### Ortsgeschichte
1485 wurde Habbelrath erstmals in einem Erbrentenvertrag erwähnt. Die Eheleute Johann und Greta Pickert verkauften die Erbrechte ihrer Hofstätte. Zu dem Ort gehörten damals die Kleinsiedlungen Holzhausen und Röttgen (Ersterwähnung 1510). Zu den ältesten Ausweisen Habbelraths in Landkarten gehören die Napoleonische „Kartenaufnahme der Rheinlande“ durch Jean Joseph Tranchot 1807/1808 sowie eine Handzeichnung des Geometers Aleff von 1791.
Mit der rasanten Entwicklung des Braunkohlenbergbaus im Tagebau Frechen endete die landwirtschaftliche Prägung des Dorfes Habbelrath. Immer mehr Einwohner und Zugezogene fanden im Bergbau ihren Lebensunterhalt, so dass die Bevölkerung sprunghaft anstieg. Zwischen 1960 und 1970 wurden Teile des Ortes zur Gewinnung von Braunkohle abgebaggert und ab 1953 an den damaligen westlichen Ortsrand umgesiedelt. Die Kohleförderung des Tagebaus endete 1986. Bis Ende 1974 gehörte Habbelrath zur Gemeinde Türnich (heute Stadtteil von Kerpen). Im Zuge der kommunalen Neugliederung durch das Köln-Gesetz wurde Habbelrath am 1. Januar 1975 ein Stadtteil von Frechen.
Das Technikzentrum Tagebaue (TT HW) der RWE Power ist der größte Arbeitgeber im Ort. 718 Menschen sind hier beschäftigt. Großgerätebagger, Bandanlagen und andere Geräte aus den Bereichen der Tagebau und Veredlungsbetriebe des Unternehmens werden hier repariert und instand gesetzt. Außerdem gibt es eine Versuchsabteilung für neue Technologien. Die Industrieanlage wurde 1916 gegründet.

### Entwicklung der Einwohnerzahl
| Jahr | Einwohnerzahl | Anmerkungen |
| ---- | ------------- | ----------- |
| 1814 | 272           | b)          |
| 1837 | 283           |             |
| 1852 | 395           |             |
| 1895 | 419           | a) b)       |
| 1905 | 460           |             |
| 1919 | 562           |             |
| 1925 | 952           | a) b)       |
| 1930 | 1300          |             |
| 1933 | 1264          |             |
| 1939 | 1372          | a)          |
| 1948 | 1903          |             |
| 1956 | 2195          |             |
| 1961 | 2589          |             |
| 1966 | 2745          |             |
| 1974 | 2888          |             |
| 1995 | 3500          |             |
| 2009 | 3551          | [ 1 ]       |
| 2014 | 3495          | [ 1 ]       |
| 2018 | 3564          | [ 1 ]       |

a) lt. Kalinowski
b) lt. Kalinowski bis 1925 inkl. Holzhausen, Röttgen u. Forsthaus Einhang

## Religionsgemeinschaften

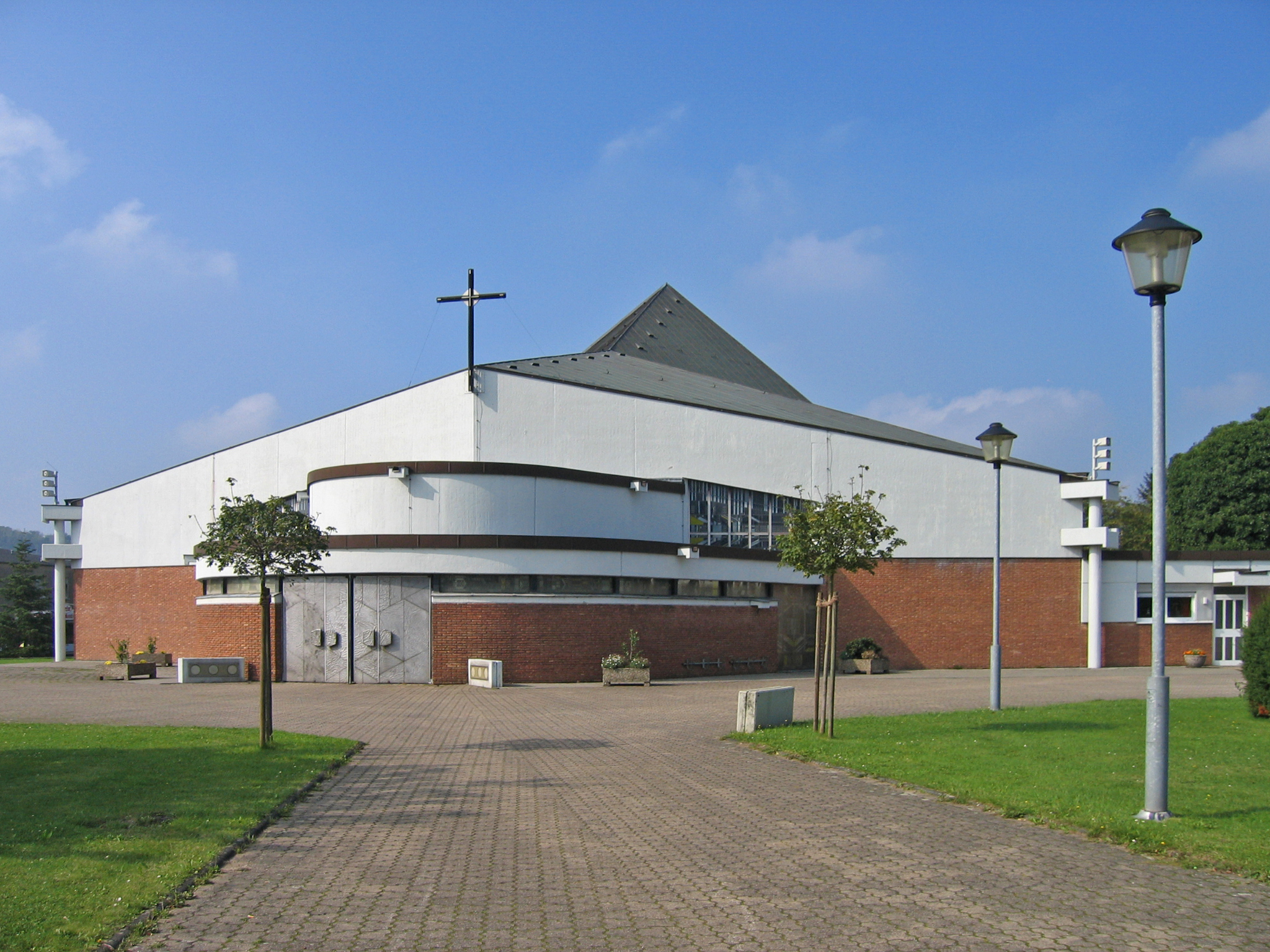
St.-Antonius-Kirche

Die evangelische Kirchengemeinde Habbelrath geht auf die Gemeinde in Frechen von 1543 zurück. Heute bildet sie mit der Kreuzkirche in Kerpen-Horrem eine Einheit.
Der Ursprung der katholischen Kirchengemeinde St. Antonius von Padua ist die Clemenskirche in Kerpen Horrem, die bereits im 11. Jhd. erwähnt wird.
Habbelrath gehört zum Dekanat Frechen und unterhält ein eigenes, von Josef Schmitz-Helbig entworfenes und 1972 vollendetes Pfarrzentrum mit Kirche, Pastorat, Kindergarten sowie Pfarr- und Jugendheim sowie katholischer öffentlicher Bücherei. In der Kirche befindet sich eine lebensgroße Kreuzigungsgruppe – vermutlich aus der Stiftskirche Kerpen. Sie entstand wohl aus dem Umkreis des J. F. van Helmont in Köln um 1730.
Seit ca. 1990 sind Zuzüge moslemischer Bürger zu verzeichnen. Ihnen stehen Moscheen in Bergheim-Quadrath, Kerpen, Hürth-Althürth sowie ein kleiner Raum in Frechen zur Verfügung.

## Schulen

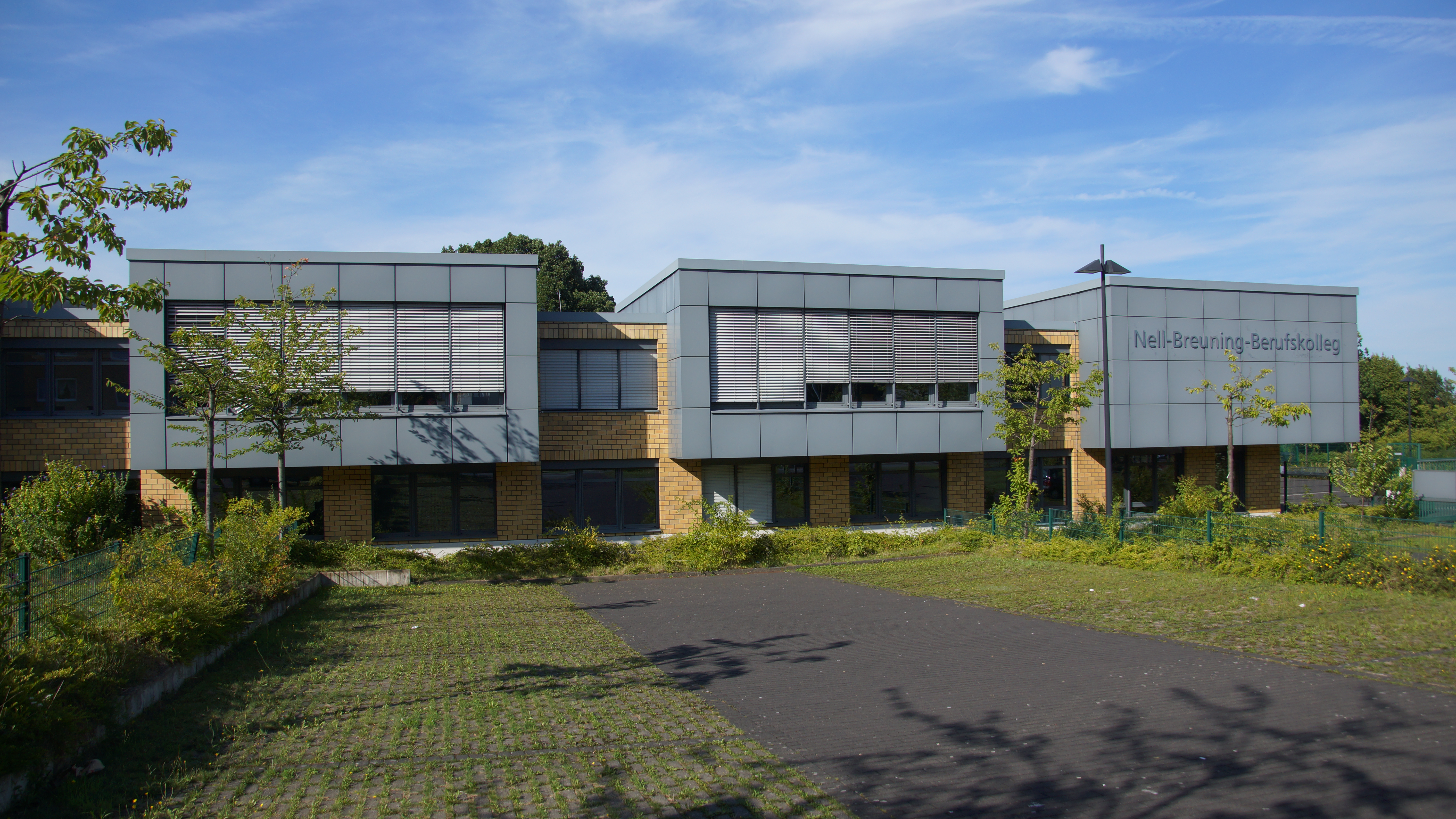
Nell-Breuning-Berufskolleg

- Nell-Breuning-Berufskolleg des Rhein-Erft-Kreises zur Ausbildung als Kaufmann/Kauffrau für Büromanagement, im Einzelhandel, Groß- und Außenhandel und Bankwesen sowie in der Lagerlogistik. Auch in vollzeitschulischen Bildungsgängen der Fachrichtung Wirtschaft und Verwaltung (Wirtschaftsgymnasium, Höhere Handelsschule, Berufsfachschule II).
- Paul-Kraemer-Schule – Ganztagsschule für Kinder und Jugendliche mit Förderbedarf im Bereich geistiger Entwicklung

## Öffentlicher Nahverkehr
Die VRS-Buslinien 960, 964 und 976 der REVG verbinden den Ort mit Frechen Mitte, Kerpen-Horrem und Bergheim. Zusätzlich verkehren einzelne Fahrten der auf die Schülerbeförderung ausgerichteten Linie 968.
| Linie | Verlauf |
| ----- | --- |
| 960   | Bergheim Kreishaus – Bergheim Bf – Kenten – Quadrath-Ichendorf – Horrem Bf – Habbelrath – Grefrath – Benzelrath – Frechen Rathaus – Bachem – Gleuel – Hürth-Mitte – Hürth-Hermülheim (Stadtbahn)       |
| 964   | Kerpen Lörsfelder Busch – Mödrath – Kerpen – Götzenkirchen – Horrem Markt – Horrem Bf – Neu-Bottenbroich – Habbelrath – Grefrath – Benzelrath – Frechen Rathaus                                        |
| 968   | Schülerverkehr: Habbelrath – Grefrath – Grube Carl – Benzelrath – (Frechen Burgschule ←) Frechen Rathaus → Frechen Burgschule /← Lindenstraße                                                          |
| 976   | Frechen EuroPark – Frechen Rathaus – Benzelrath – Grefrath – Habbelrath – Neu-Bottenbroich – Horrem Bf – (Sindorf Schulzentrum –) Kerpen – Langenich – Manheim-neu – Bergerhausen – Blatzheim – Buir S |

## Vereine und Institutionen

### Institutionen
- Freiwillige Feuerwehr (dazu ein Förderverein)
- Hauptfeuerwache Grefrath (RWE Power, vormals Rheinbraun)
- Arbeiterwohlfahrt
- IG Bergbau Chemie Energie
- Kindergarten St.Antonius (dazu ein Förderverein)
- Katholische öffentliche Bücherei

### Sport
- Leichtathletikverein Habbelrath-Grefrath
- Glückauf Habbelrath-Grefrath
- Tennisclub Schwarz-Rot Habbelrath
- Angelsportverein
- Drei Reiterhöfe

### Kultur
- Männergesangverein Euphonia
- Kirchenchor St. Antonius
- Kinderchor
- Katholische Frauengemeinschaft
- Maigesellschaft
- Karnevalsgesellschaft Rot-Weiss Habbelrath
- Karnevalsnarren Habbelrath

## Bekannte Söhne und Töchter
- Pater Gerhard Schauff, Missionar der Redemptoristen in Brasilien[3][4][5]
- Der ehemalige Fußballer Karl-Heinz Mödrath wohnt in Habbelrath.